# مايك برانان
مايك برانان (بالإنجليزية: Mike Brannan)‏ هو لاعب غولف أمريكي، ولد في 27 ديسمبر 1955 في ساليناس في الولايات المتحدة، وتوفي في 8 يناير 2013.